# Gynacantha tenuis
Gynacantha tenuis – gatunek ważki z rodziny żagnicowatych (Aeshnidae). Występuje na terenie Ameryki Południowej.